# دانشگاه لاهور
دانشگاه لاهور (اردو: جامعه لاهور) که به اختصار UOL نامیده می‌شود، یک دانشگاه خصوصی واقع در لاهور، پنجاب، پاکستان است. این دانشگاه در سال ۱۹۹۹ تأسیس شد و یکی از بزرگ‌ترین دانشگاه‌های خصوصی در پاکستان است.

## رتبه‌بندی دانشگاه لاهور
- رتبه‌بندی QS دانشگاه‌های جهان (1001-1200)[۲]
- رتبه‌بندی دانشگاه آسیا (301-350)[۳]
- آموزش عالی تایمز (801)[۴]
- رتبه‌بندی دانشگاه‌های بریکس و اقتصادهای نوظهور (251)[۵]
- رتبه‌بندی وب دانشگاه (31)[۶]
- رتبه‌بندی متریک سبز رابط کاربری (226)[۷][۸]
- رتبه‌بندی UOL در بین دانشگاه‌های پاکستان (70)[۹]